# DKW NZ 350
DKW NZ 350—дорожный мотоцикл среднего класса с двухтактным одноцилиндровым двигателем, производства немецкой фирмы DKW. Производился с 1938 по 1945 год заводом DKW в городе Чопау (Zschopau).
Был разработан конструктором Германом Вебером. DKW NZ 350 известен как прототип советского Иж-350, первого из послевоенной серии мотоциклов Иж.

## Технические особенности
Мотоцикл DKW NZ 350 имел оригинальную штампованную и сваренную стальную раму закрытого типа. Слева на раме установлен инструментальный ящик. Передняя вилка параллелограммного типа с пружиной, заднее колесо без амортизации.
Мотоцикл оснащался одноцилиндровым двухтактным двигателем воздушного охлаждения с патентованной системой продувки Шнюрле. Диаметр цилиндра двигателя 72 мм, ход поршня 85 мм, рабочий объем 346 куб. см, мощность составляла 11,5 л.с.
Картер двигателя и головка цилиндра отливались из алюминиевого сплава, цилиндр из чугуна. Выхлопная система оснащена  двумя глушителями. Головка цилиндра с декомпрессором.
Коленчатый вал сборный, прессованный. Картер блочного типа, в передней части находится кривошипная камера, в задней размещена коробка передач. Крутящий момент от коленвала на трансмиссию передавался роликовой цепью, многодисковое сцепление и коробка передач работали в масляной ванне. Запуск двигателя ножным кикстартером.
Карбюратор поплавковый с игольчатым клапаном, оснащен сухим сетчатым воздушным фильтром.
Коробка передач четырехступенчатая. Передачи переключались ножным рычагом, и отдельным дублирующим ручным переключателем, который находился на правой стороне бензобака. Ножное переключение патентованной конструкции Германа Вебера было удобной новинкой того времени присущей моделям DKW.
Мотор имел генератор постоянного тока (6 Вольт) и систему зажигания с аккумуляторной батареей и распределительной коробкой.
Привод на заднее колесо реализовался роликовой цепью. Размер шин 3,25-19 ".
Седло из толстой кожи, подпружиненное.  Боковые поверхности стального бака были покрыты алюминием и полировались. Мотоциклы окрашивались в черный цвет.
Для двигателя применялась топливная смесь моторного масла и бензина в соотношении 1: 25, расход топлива составлял около 3,3 литра на 100 км. Максимальная скорость до 105 км / ч., Вес мотоцикла 145 кг.

## Модели
В декабре 1937 года DKW было объявлено о производстве новых мотоциклов серии NZ (модели NZ 250 и NZ 350). После презентации на выставке в городе Кайзердом в феврале 1938 года  мотоциклы поступили в продажу.

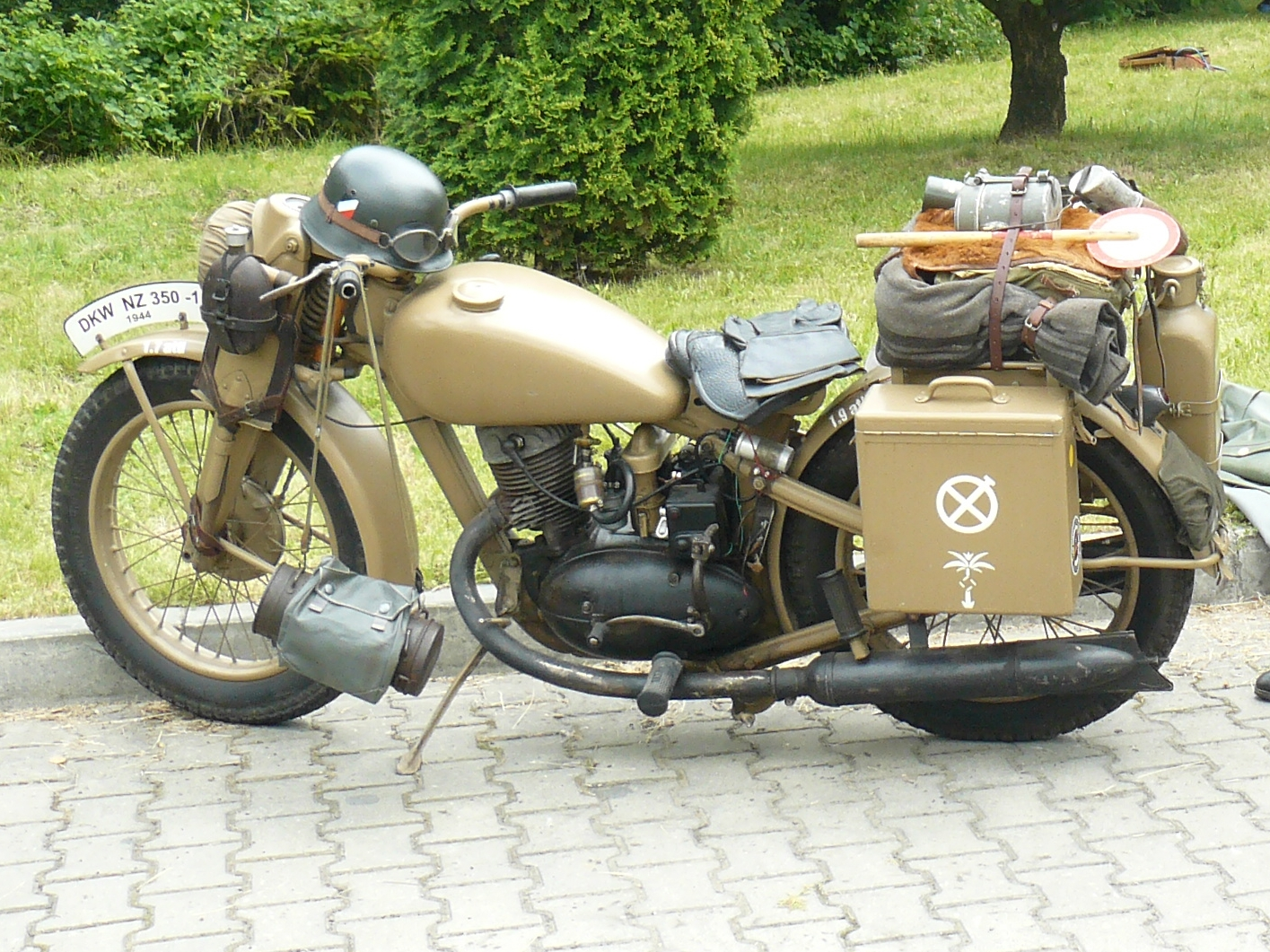
Военная версия NZ 350-1, 1944 год

Изначально мотоцикл разрабатывался с пружинной подвеской заднего колеса свечного типа, было произведено 1100 таких экземпляров, но в дальнейшем в серийный выпуск такая версия не была запущена. Ее реализовали на следующей модели NZ 500  в 1939 году.
Модель NZ 350 с двигателем 350 куб. см., имела успех и хорошо продавалась.
Для мотоцикла производился также легкий алюминиевый боковой прицеп.
С 1941 года NZ 350 поставлялся исключительно для немецкого вермахта.
В 1943 году было начато производство военной модели NZ 350-1.
Мотоцикл NZ 350-1 имел незначительные отличия: из-за экономии алюминиевого сплава, картер двигателя отливался из чугуна; было снижено передаточное число усиленной трансмиссии, макс. скорость до 90 км / ч; щиток переднего колеса имел упрощенную не глубоко форму; добавлены крепления для военной амуниции.
Было произведено около 12000 шт. модели NZ 350-1, общее количество произведенных мотоциклов всех модификаций около 57 300 шт.
После окончания Второй мировой войны, город Чопау оказался в зоне советской оккупации. Завод DKW был демонтирован и в качестве репараций вывезен в СССР. Герман Вебер и ряд других работников завода были интернированы и направлены в г. Ижевск, где при их участии на основе конструкции DKW NZ 350 было налажено производство мотоцикла ИЖ-350.